# Henry Brask Andersen

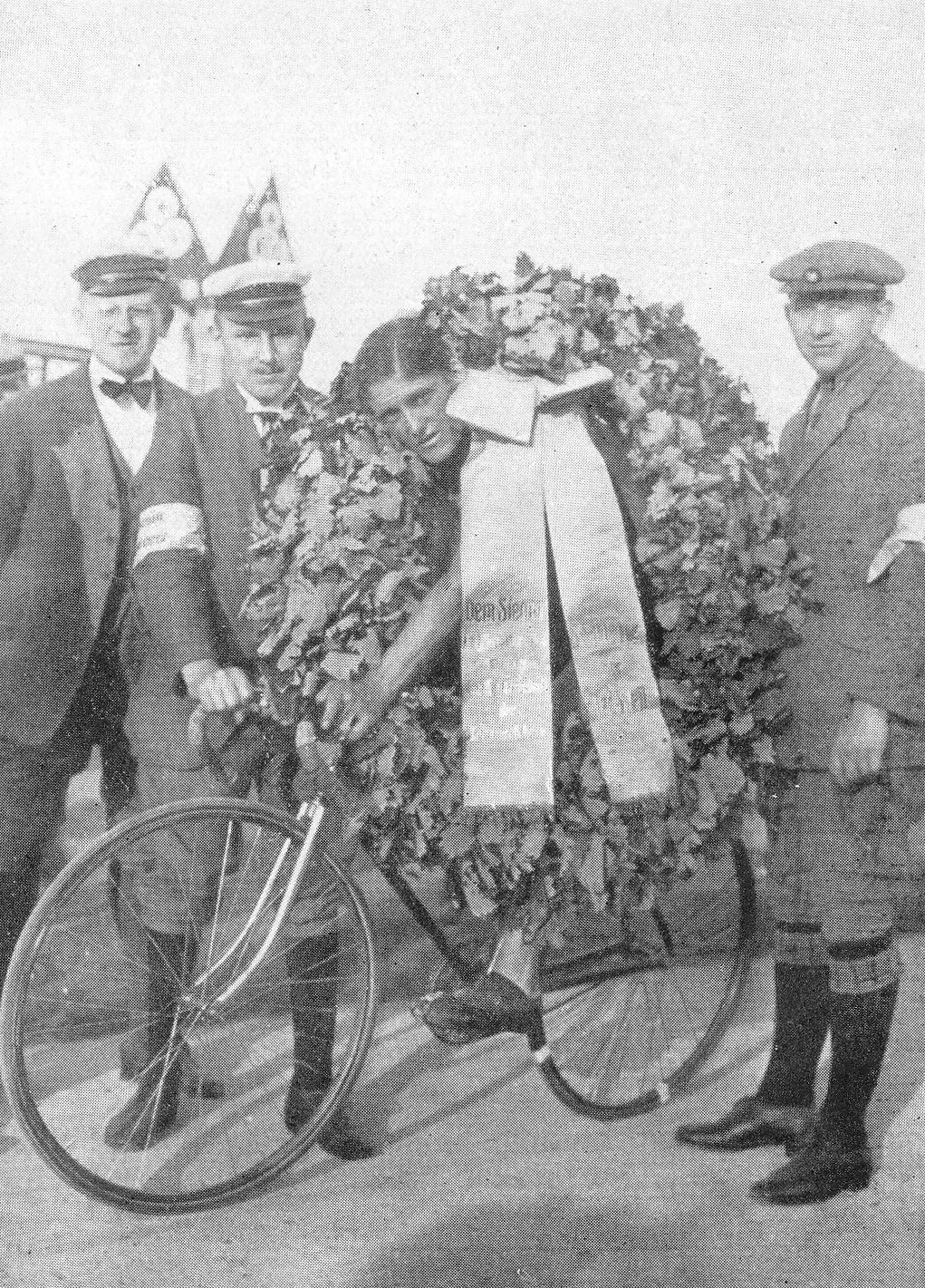
Henry Brask Andersen

Henry Anders Peter Brask Andersen (* 23. Juni 1896 in Kopenhagen; † 26. November 1970 in Gentofte) war ein dänischer Bahnradsportler.
Henry Brask Andersen war der beste dänische Sprinter zwischen den beiden Weltkriegen. Mit dem aktiven Radsport begann er 1913. Zwischen 1918 und 1928 wurde er zwölfmal Dänischer Meister im Sprint und über die Dänische Meile (= 7532,5 Meter), von 1918 bis 1921 noch als Amateur, dann als Profi. 1920 nahm er an den Olympischen Spielen in Antwerpen in den Disziplinen Sprint und Tandemrennen (mit Axel Hornemann Hansen) teil. Dreimal siegte er im Grand Prix Kopenhagen bei den Amateuren. Während seiner Profi-Zeit fuhr Brask Andersen auch Steher-Rennen in den USA; dabei erlitt er einmal einen schweren Sturz, weil in der Halle der Strom ausgefallen war.
1921 wurde Brask Andersen Amateur-Weltmeister im Sprint vor heimischem Publikum in Kopenhagen. Er startete als Amateur für den Verein ABC Kopenhagen. 1933 beendete er seine aktive Radsportkarriere und wurde für über 30 Jahre Trainer beim "Danish Bicycle Club" auf der Radrennbahn von Ordrup. Zudem betrieb er eine Fahrschule.
Sein Sohn war der Bahn-Sprinter Kield Brask Andersen, der 1939 dänischer Meister wurde. Sowohl Vater als auch Sohn mussten sich bei vielen Rennen dem starken dänischen Sprinter Willy Falck Hansen beugen.